# Gheorghe Bolocan
Gheorghe Bolocan (6 mai 1925 Tâmna, Mehedinți – 14 decembrie 2000) a fost un lingvist și lexicograf român, care s-a distins mai cu seamă prin contribuțiile sale în slavistică și la studiul toponimelor și onomasticii în limba română.  Alături de soția sa , Tatiana Voronțov-Bolocan și alți colaboratori, a fost autorul unor ample și apreciate dicționare bilingve rus-român și român-rus. A fost profesor la Universitatea din Craiova.

## Biografie
Gheorghe Bolocan s-a născut în comuna Tâmna din județul Mehedinți în familia de 3 copii a Mariei Bolocan și a soțului ei. 
El a studiat în Uniunea Sovietică la Facultatea de filologie a Universității din Sverdlovsk, actualmente Ekaterinburg), unde a cunoscut-o pe viitoarea lui soție și colaboratoare, Tatiana Ilina Voronțova,, lingvistă, traducătoare și scriitoare, și apoi, la Universitatea Lomonosov din Moscova. Tatiana Voronțov l-a urmat în 1954 la întoarcerea în România. Bolocan și-a început cariera ca lingvist la Institutul de lingvistică din București, unde a fost șeful sectorului onomastică, și la facultatea de filologie a Universității București. În  cadrul Institutului de lingvistică Bolocan a condus echipa care a realizat arhiva fonogramică a graiurilor slave din România.  S-a numărat printre fondatorii Asociației Slaviștilor din România.
Ulterior a fost profesor la Universitatea din Craiova. Numele său este legat și de revista Studii și cercetări de onomastică de la Craiova.

## Cărți
- 1959-1960, 1968 cu Tatiana Voronțova - Dicționar frazeologic rus-român
- 1962 - cu Tatiana Voronțova - Învățați limba rusă fără profesor
- 1964 - în colaborare Dicționar rus-român
- 1972 - Dicționar bulgar-român
- 1980  cu Tatiana Medvedev și Tatiana Voronțov  - Dicționar român-rus (de 60,000 cuvinte)

editia ulterioară din 2001 a inclus 78,000 articole și 150,000 definiții lexicografice
- 1981 (coordonator)Dicționarul elementelor românești din documentele româno-slave 1374-1600
- 1985 cu Tatiana Voronțov - Dicționar rus-român
- 1993-2006 (redactor) Dicționar toponimic al României:Oltenia
- 1995 cu Elena Șodolescu-Silvestru -Dicționarul entopic al limbii române